# Іван Балліу
Іван Балліу (алб. Iván Balliu, нар. 1 січня 1992, Жирона, Іспанія) — албанський футболіст, фланговий захисник іспанського клубу «Райо Вальєкано» та національної збірної Албанії.

## Ігрова кар'єра

### Клубна
Іван Балліу народився в іспанському місті Жирона. Грати у футбол почав у рідному місті у однойменному клубі. З 2004 року футболіст перебрався в академію «Барселони», де продовжив навчання. В 2011 році був переведений до другої команди, де грав два сезони і був капітаном команди. У 2013 році футболіст розірвав контракт з клубом і перебрався до Португалії, де підписав дворічний контракт з клубом «Арока».
Влітку 2015 року на правах вільного агента Балліу підписав дворічний контракт з французьким клубом «Мец». З яким в подальшому подовжив дію контракту.
У 2019 році Балліу повернувся до Іспанії, де приєднався до приєднався до клубу Сегунди «Альмерія». 14 липня 2021 року Балліу перейшов до клубу «Райо Вальєкано», підписавши дворічну угоду. У складі команди дебютував 15 серпня зігравши проти «Севільї».

### Збірна
Іван Балліу народився в Іспанії і свою міжнародну кар'єру починав, граючи в юнацьких збірних Іспанії. Маючи албанське коріння, Балліу вирішив у 2017 році прийняти пропозицію албанської національної федерації футболу і в жовтні того року дебютував у складі національної збірної Албанії.